# Kani (Gifu)
Kani (jap. 可児市, -shi) ist eine Stadt in der japanischen Präfektur Gifu.

## Geschichte
Kani bekam am 1. April 1982 das Stadtrecht.

## Geographie
Kani liegt östlich von Gifu und nördlich von Nagoya.
Der Fluss Kiso fließt durch die Stadt von Nordosten nach Nordwesten.

## Verkehr

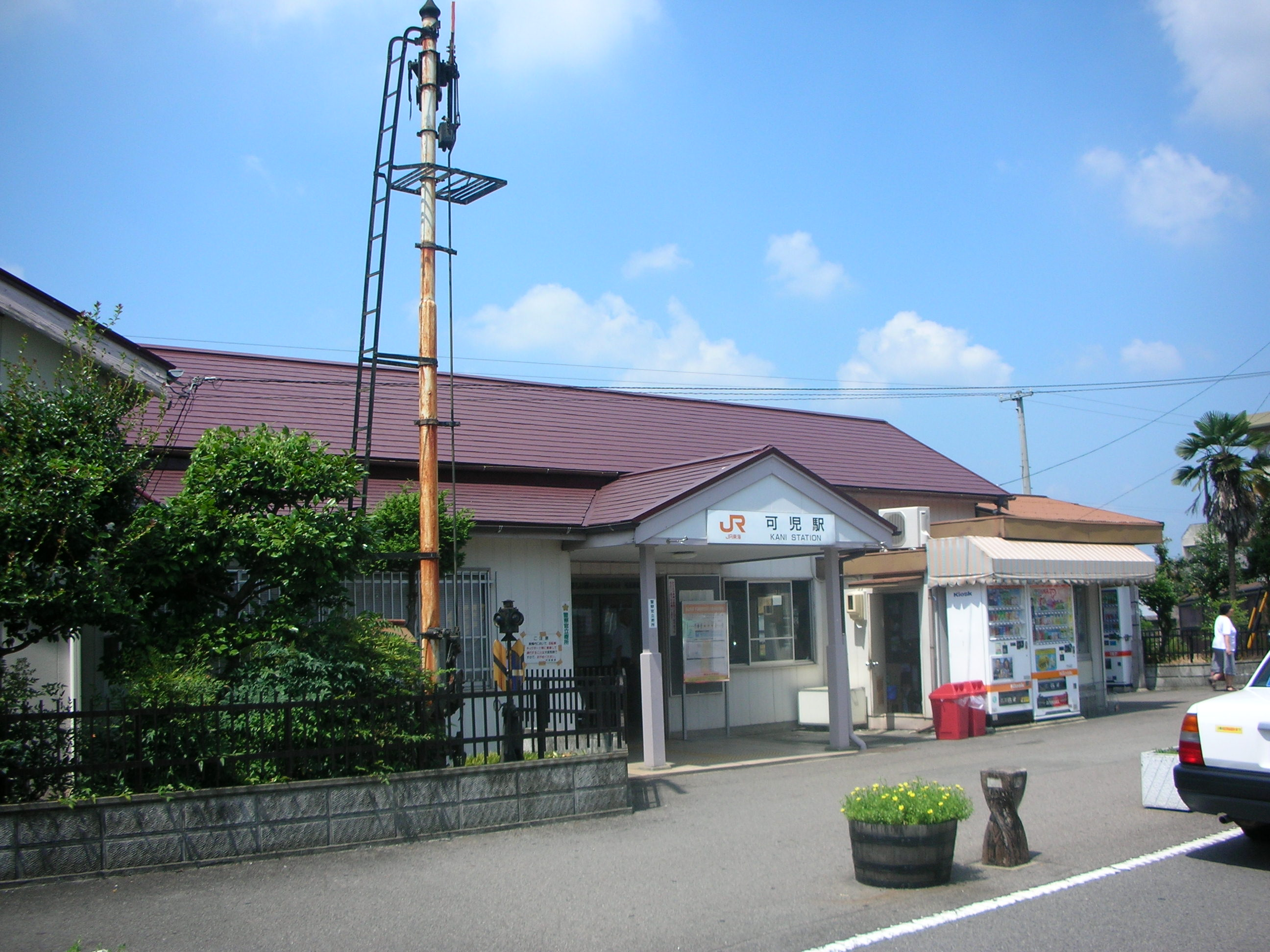
Bahnhof Kani

Bedeutende Straßenanbindungen sind die Nationalstraße 21 nach Mizunami und Maibara, die Nationalstraße 41 nach Nagoya und Toyama sowie die Nationalstraße 248.
Kani ist durch die Taita-Linie von JR Central nach Tajimi und Mino-Ōta sowie durch die Meitetsu Hiromi-Linie nach Inuyama und Mitake angebunden. Die Züge halten am Bahnhof Kani bzw. am Bahnhof Shin-Kani, die unmittelbar nebeneinander liegen. Der Bahnhof Akechi war bis 2001 der Ausgangspunkt der Meitetsu Yaotsu-Linie.

## Angrenzende Städte und Gemeinden
Kani ist umgeben von den Gemeinden Tajimi, Minokamo, Toki, Yaozu, Mitake und Inuyama.

## Weblinks

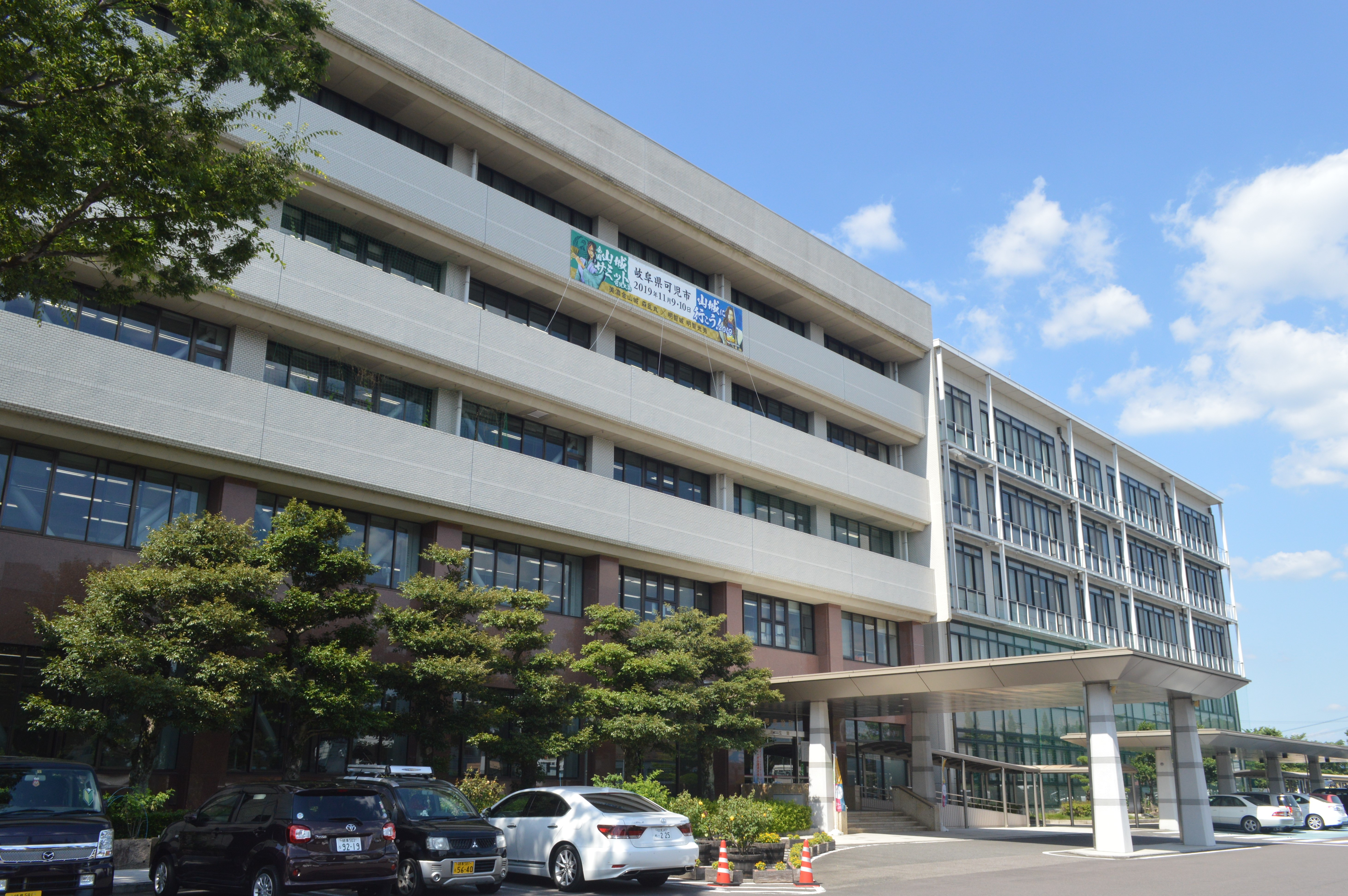
Rathaus